# Zoo de Servion
Koordinaten: 46° 33′ 54″ N, 6° 46′ 26″ O; CH1903: 549032 / 157297
Der Zoo de Servion (französisch) in Servion, Kanton Waadt, Schweiz, ist der grösste Zoo in der Westschweiz.
Dort werden viele Raubtiere gehalten, besonders wertvoll sind die guten Zuchterfolge der Amur-Tiger und Binturongs, einer seltenen asiatischen Schleichkatze. Publikumslieblinge sind die Affen. In Servion leben mehrere Krallenaffenarten, die in ihrer Heimat Südamerika sehr selten geworden sind, wie zum Beispiel die Lisztäffchen oder die Zwergseidenäffchen. Weitere Attraktionen sind das üppig bewachsene Tropenhaus mit den vielen exotischen Vögeln und die grosse Wasservogelanlage der Flamingos und Rötelpelikane. Ausserdem sind in der mit über dreihundert Bäumen ansprechend gestalteten Zooanlage verschiedene Huftiere, Bennett-Kängurus und Landschildkröten untergebracht.